# Traité de Manille
Pour les articles homonymes, voir Manille (homonymie).
 Voir le traité sur Wikisource
Le traité de Manille de 1946, officiellement appelé Traité de relations générales et protocole (Treaty of General Relations and Protocol dans sa version originale en anglais), est signé le 4 juillet 1946 à Manille, la capitale des Philippines. Par ce traité, les États-Unis  renoncent à leur souveraineté sur les Philippines, après près de cinquante ans de colonisation, et reconnaissent l'indépendance de la République des Philippines. Le traité a été signé par le haut-commissaire Paul V. McNutt pour les États-Unis et le président Manuel Roxas pour les Philippines.
Il a été ratifié par le président américain Harry Truman le 14 août 1946, après que le Sénat américain ait donné son accord le 31 juillet 1946, puis par les Philippines le 30 septembre 1946. Le traité est entré en vigueur le 22 octobre 1946, lors de l'échange des ratifications. Le traité est accompagné d'un « accord provisoire pour des relations amicales et une représentation diplomatique et consulaire », jusqu'à l'entrée en vigueur du traité.

## Contexte
La victoire décisive du commodore Dewey lors de la bataille de la baie de Manille le 1er mai 1898 marque la chute des défenses côtières espagnoles aux Philippines. La victoire de Dewey est ensuite suivie par une alliance entre les forces américaines et les forces philippines commandées par le général Emilio Aguinaldo, qui déclare l'indépendance des Philippines le 12 juin 1898 et forme la Première République des Philippines. Les États-Unis, pourtant alliés des révolutionnaires, optent alors pour ne pas reconnaître la proclamation d'indépendance.

Au moment de la proclamation d'Aguinaldo, les troupes philippines sont déterminées à vaincre les derniers Espagnols. Fin juillet, environ 12 000 soldats américains rejoignent les forces philippines. Des tensions au sein de l’alliance apparaissent au cours de cette période. Pour commencer, les troupes américaines et philippines s'entendent mal. Selon les mots du major Cornelius Gardner :
Presque sans exception, les soldats ainsi que de nombreux officiers [américains] qualifient les indigènes en leur présence de « nègres » [nigger an anglais, un terme raciste] et les indigènes commencent à comprendre ce que signifie le mot « nègre ».
Sur le terrain, les Espagnols de la garnison de Manille, assiégés, se rendent aux Américains le 13 août 1898, qui se saisissent de la capitale et interdisent aux soldats philippins d'y accéder, rendant la situation d'autant plus conflictuelle. De fait, aux États-Unis, un débat politique se noue après la victoire sur l'Espagne quant au devenir des Philippines, le président William McKinley et ses partisans souhaitant une colonisation pure et simple de l'archipel.

### Traité de Paris et colonisation américaine (1898)
La guerre hispano-américaine s'achève avec le traité de Paris de 1898 par lequel l'Espagne cède la plupart de ses colonies, dont les Philippines, aux États-Unis. En échange des Philippines, l'Espagne reçoit un paiement de 20 millions de dollars des États-Unis. Le traité fut signé le 10 décembre 1898 et mit fin à la guerre hispano-américaine. Le Traité de Paris est entré en vigueur le 11 avril 1899.
Ce faisant, les États-Unis ignorent de fait la proclamation d'indépendance des Philippines et ne reconnaissant pas la Première République. Ce traité marque le début de la guerre coloniale américano-philippine, dans laquelle périssent plusieurs dizaines de milliers de philippins avant d'aboutir à la colonisation effective de l'archipel par les États-Unis.

### Premières réflexions sur l’indépendance
La colonisation des Philippines rencontre une certaine opposition aux États-Unis, tant pour des raisons économiques qu'idéologiques. Ainsi, dès 1899, le président américain William McKinley nomme une commission (la commission Schurman) chargée de faire des recommandations sur l'administration et le devenir de l'archipel. La commission estime que « les Philippins ne sont absolument pas préparés à l'indépendance... »,, tout en reconnaissant le désir d'indépendance des Philippines et recommande des mesures allant dans ce sens, telles que l'éducation publique et une législature bicamérale.
En plein durant la guerre américano-philippine, McKinley met en place une seconde commission (la commission Taft) et lui accorde des pouvoirs législatifs et exécutifs limités, allant dans le sens des conclusions de la commission Schurman. Au début, il s'agit du seul organe législatif des Philippines, mais après l'adoption de la loi organique des Philippines de 1902, la Commission devient bicamérale.
Le successeur de McKinley, le président Theodore Roosevelt, initialement pro-colonisation, adopte graduellement les vues des anticoloniaux, tant démocrates que républicains, à Washington, et estime que l'indépendance est envisageable en une seule génération.
En 1916, le Congrès américain adopte la loi Jones, qui fait office de nouvelle loi organique, pratiquement de constitution, pour les Philippines. Son préambule déclare que l'indépendance des Philippines est l'objectif des États-Unis, sous réserve de l'établissement d'un gouvernement stable. Elle remplace la chambre haute de la commission par un Sénat élu, ce qui fait que le pouvoir législatif est pour la première fois entièrement élu par les Philippins, le rendant plus autonome par rapport au gouvernement américain. Cependant, le pouvoir exécutif reste entre les mains du gouverneur général des Philippines, toujours un Américain,,.

### Commonwealth des Philippines (1934-1942, 1945-1946) et occupation japonaise (1942-1945)
En 1934, Manuel L. Quezon, président du Sénat des Philippines, dirige une « mission pour l'indépendance des Philippines » à Washington. Il fait campagne avec succès au Congrès américain pour l'adoption de la loi Tydings-McDuffie, par laquelle est décidé un processus d'indépendance échelonné sur dix ans. En vertu de cette loi, la Constitution des Philippines de 1935 est rédigée et le Commonwealth des Philippines est créé, instaurant le premier président des Philippines élu. Le Commonwealth, tel que créé en 1935, se caractérise par un exécutif fort, une assemblée nationale monocamérale et une Cour suprême composée entièrement de Philippins pour la première fois depuis 1901.
En 1935, Quezon remporte la première élection présidentielle et forme un gouvernement. Cependant, le Commonwealth est confronté à des troubles agraires, à une situation diplomatique et militaire incertaine en Asie du Sud-Est et à l'incertitude quant au niveau d'engagement des États-Unis envers la future République des Philippines.
En 1939 et 1940, la Constitution philippine est amendée pour restaurer un Congrès bicaméral et permettre la réélection de Quezon, auparavant limitée à un seul mandat de six ans.
Au cours des années du Commonwealth, les Philippines ont envoyé un commissaire résident élu à la Chambre des représentants des États-Unis, comme le font actuellement Porto Rico et d'autres territoires américains.
Le Japon impérial envahit les Philippines fin 1941 durant la guerre du Pacifique et prend le contrôle total des îles en mai 1942. L'occupation se poursuit pendant trois ans, forçant le gouvernement du Commonwealth en exil, jusqu'à la reconquête américaine en 1945.

### Indépendance (1946)
Le Commonwealth prend fin avec la reconnaissance par les États-Unis de l'indépendance des Philippines le 4 juillet 1946, comme prévu par la loi Tyding-McDuffie et l'article XVIII de la Constitution de 1935,. Le même jour, le Traité de Manille est signé.
L’économie des Philippines reste toutefois très dépendante des États-Unis. Comme condition préalable pour recevoir des aides post-guerre des États-Unis, les Philippines doivent accepter le Bell Trade Act, également appelé Philippine Trade Act, qui accorde des droits de douanes préférentiels pour le commerce américain et rattache le peso au dollar américain,.

## Traité de Manille
Par le Traité de Manille, les États-Unis renoncent officiellement à leur possession des Philippines et reconnaissent la République des Philippines. Le traité contient plusieurs dispositions qui garantissent, mais aussi limitent, la souveraineté des Philippines.
Les dispositions clés du traité sont les suivantes :
- Reconnaissance de la souveraineté : Les États-Unis reconnaissent l'indépendance de la République des Philippines et la souveraineté du peuple philippin.
- Rétention des bases militaires : Les États-Unis conservent leurs bases militaires et les actifs associés, tandis qu'un accord de « protection mutuelle » lie les deux pays.
- Représentation diplomatique : les États-Unis peuvent accepter de représenter diplomatiquement les Philippines de façon temporaire, sur demande du gouvernement.
- Pouvoir judiciaire temporaire : la Cour suprême des États-Unis peut statuer sur toutes les affaires concernant le gouvernement et le peuple philippins en cours avant l'indépendance. Aucune nouvelle affaire provenant des Philippines ne peut être déposée devant la Cour suprême des États-Unis.
- Adhésion à toutes les obligations américaines définies dans le Traité de Paris (1898) : les Philippines doivent adhérer à toutes les obligations de ce traité, notamment[27] :
  - Liberté de religion pour tous les Philippins
  - Droit des citoyens espagnols aux Philippines de comparaître devant les tribunaux et de bénéficier de l’égalité de traitement devant la loi
  - Maintien de la validité des brevets et droits d'auteur espagnols

## Limites à l'indépendance
Avant que le traité ne soit ratissé, un accord secret est signé entre le président du Commonwealth Sergio Osmeña et le président américain Truman, portant sur le droit des États-Unis à conserver des bases militaires aux Philippines. Cela a abouti à l'accord sur les bases militaires, qui a été signé et soumis à l'approbation du Sénat philippin par le successeur d'Osmeña, le président Manuel Roxas.
C’est pour cette raison que les États-Unis ont conservé des dizaines de bases militaires sur l'archipel, dont quelques-unes d’importance majeure. De plus, les Philippines devaient composer avec des législations votées par le Congrès américain. Par exemple, le Bell Trade Act prévoyait un mécanisme par lequel des quotas d'importation pouvaient être établis sur les articles philippins qui « entrent, ou sont susceptibles d'entrer, en concurrence substantielle avec des articles similaires fabriqués aux États-Unis ». Il exigeait également que les citoyens et les entreprises américains aient un accès égal aux ressources naturelles (mines, forêts...) des Philippines. Lors d'auditions devant la commission sénatoriale des finances, le secrétaire d'État adjoint aux affaires économiques, William L. Clayton, décrit la loi comme « clairement incompatible avec la politique économique étrangère fondamentale de ce pays » et « clairement incompatible avec notre promesse d'accorder aux Philippines une véritable indépendance ».